# Killeen (motorfiets)
Killeen is een historisch merk van motorfietsen.
De Brit Tom Killeen bouwde in 1968 een motorfiets die hij K 11 noemde en waarvoor hij een Velocette LE 192 cc blok gebruikte, hoewel hij oorspronkelijk van plan was een 700 cc motor met twee liggende cilinders te gebruiken. De machine werd aangedreven via een cardanas die in de achtervork geïntegreerd was. Killeen kwam niet verder dan een prototype.